# PowerBook G3
Il PowerBook G3 è un computer notebook prodotto da Apple Inc. dal 1997 al 2001, sostituisce il PowerBook 2400 ed è stato sostituito dal PowerBook G4.
Si basa sul processore PowerPC G3 nelle sue varianti 740 e 750.

## Versioni

### Kanga
Il primo Macintosh PowerBook G3 è stato presentato come successore del PowerBook 3400c e di questo condivideva alcuni elementi del case e del design esteriore, tanto da far sembrare i due portatili notevolmente simili.
Venne messo in vendita nel novembre 1997 fino al 1998 con il nome in codice di "Kanga" ed è basato sul processore PowerPC G3.
Ufficialmente conosciuto anche come PB 3500c, è stato al momento della sua presentazione con dimostrazione comparativa presso l'Appcott Center (Disneyworld, Orlando - FL) il personal computer più potente al mondo, e non solo il più veloce tra i portatili della stessa fascia.Famiglia PowerBook G3
Al momento della pubblicazione questo modello è stato pubblicizzato come il notebook più veloce in mercato, infatti era più due volte più veloce rispetto a quelli prodotti precedentemente, questo era dovuto all'allora innovativo processore di derivazione PowerPC a 250 MHz che poteva surclassare i coevi CISC anche con clock superiore o addirittura doppio, rimanendo sulla cresta della tecnologia per un paio di anni anche a dispetto di alcuni modelli successivi. Ha una scheda madre simile al modello precedente, il PowerBook 3400. È stato anche il più piccolo sia in profondità che in larghezza di altri modelli creati dalla Apple ed era il più piccolo fino all'uscita del iBook, pubblicato qualche anno più tardi.
Dispone, nel modello di punta, di schermo TFT a matrice attiva da 12,1" visualizzabili, un generoso (per l'epoca) disco rigido da 8Gb, 160Mb di RAM e per il processore una backside cache (con velocità 2:3) da 0,5Mb, unità floppy e CDROM (e DVD opzionale), ethernet 10/100baseT, modem integrato, slot I, II e III PCMCIA, porta a raggi infrarossi, batteria da 10 ore e per finire un maestoso sistema audio molto potente con 2 altoparlanti a grande resa e 2 woofer alloggiati dietro lo schermo; quest'ultima caratteristica è rimasta insuperata e unica nel suo genere.
Naturalmente il prezzo era di pari levatura aggirandosi e superando i 10 milioni di lire in Italia.

### Wallstreet
Il PowerBook G3 Serie (nome originale: PowerBook G3 Series) è un computer portatile prodotto dalla Apple e messo in vendita dal maggio 1998 fino all'agosto dello stesso anno quando fu pubblicata la versione PowerBook G3 Serie (rev. 2). Il nome in codice di questo notebook è "WallStreet".
Fu annunciato per la prima volta nel marzo del 1998, ha avuto un design completamente rivisitato rispetto al modello precedente. Fu la prima ad essere Built-to-Order e presentava una sola scheda madre. Aveva uno schermo da 12".
La seconda generazione di PowerBook G3 è stata presentata nel marzo 1998.
 Oltre ad avere un case ridisegnato, il processore con velocità cache dimezzata, inferiore rispetto al precedente modello, era stato portato a 233 MHz per gli entry level e nei modelli di punta fino a 292 MHz.
 Oltre ad uno schermo a matrice passiva da 12" era disponibile il display da 13,1" e da 14,1" a matrice attiva.
Molte caratteristiche del PBG3 originale erano state ridimensionate o eliminate all'insegna del risparmio e nei benchmark si riscontrava nelle prestazioni e nella ridotta durata della batteria l'economicità della nuova linea.
 Una caratteristica interessante di questi modelli era data dal fatto che floppy e CD-ROM erano incapsulati in moduli che potevano essere estratti dal portatile per alleggerirlo o sostituire i moduli.
 Una nuova revisione della linea venne effettuata nell'agosto del 1998 e su tutti i portatili vennero abbandonati i piccoli schermi a favore del display da 14,1".
 Il processore nel modello di punta venne alzato di frequenza di soli 8 MHz arrivando a 300 MHz.

### Lombard
La terza generazione del PowerBook G3 è stata presentata nel maggio 1999 ed ha apportato modifiche sostanziali al portatile.
 La batteria di serie è stata sostituita con una dotata di autonomia maggiore che combinata con la batteria supplementare forniva fino a 10 ore di autonomia.
 La tastiera di questo modello è stata realizzata con una nuova plastica traslucida.

### Pismo
Il PowerBook G3 Pismo è un modello della quarta generazione di portatili PowerBook G3 introdotta da Apple nel febbraio 2000. Il nome deriva dalla città di Pismo Beach, in California.
Apple ha inserito la scheda madre del Pismo nell'involucro del precedente Lombard G3, ma con significativi miglioramenti.
Il Pismo poteva contare su una CPU che raggiungeva la velocità d'elaborazione di 400 o 500 MHz, con un front side bus di 100 MHz, un terzo più veloce rispetto al front side bus del precedente Lombard; l'architettura della scheda madre era implementata con una nuova porta FireWire (IEEE-1394).
La grafica PCI usata sul Lombard viene aggiornata con un attacco AGP 128, la memoria video rimane stabile a 8 MB, come pure la risoluzione dello schermo. Un lettore DVD-ROM 2x è diventato lo standard per entrambe le configurazioni.
È stato il primo PowerBook che sfruttava la connettività AirPort di serie (nei modelli precedenti bisognava aggiungere una scheda CardBus (PCMCIA)).
Il Pismo aveva la RAM espandibile (ufficialmente 512MB, ma ne può supportare fino ad 1 gigabyte), un disco fisso più capiente (fino a 120 GB). Schermi più luminosi e batterie sostitutive sono ancora disponibili.
La porta d'espansione che troviamo sulla sinistra, come per il già citato Lombard, può solamente ospitare una batteria mentre la porta collocata sulla destra può ospitare un Combo Drive o SuperDrive, Zip 100, Zip 250, un LS-120 SuperDisk drive, un lettore floppy disk, un secondo disco fisso (necessita di un adattatore difficile da trovare); in alternativa si può installare una seconda batteria. Lombard e Pismo accettano le stesse periferiche nelle porte d'espansione.
Le versioni del Mac OS dalla 9.0.2 fino alla 10.4.11 sono ufficialmente supportate. Per qualche tempo la CPU del G3 (750FX) CPU poteva essere aggiornata a 900 MHz e nel G4 (7410LE) fino a 550 MHz ove disponibile. Questi aggiornamenti sono usciti di produzione e quindi vanno acquistati usati su qualche sito d'aste online. Daystar sta lavorando ad un aggiornamento video per questi PowerBooks; tuttavia non ha ancora iniziato la produzione.
Il PowerBook Pismo è stato l'ultimo modello di portatile della famiglia G3 prodotto. Il suo successore è stato il PowerBook G4 modello Titanium.
La quarta generazione del PowerBook G3, chiamata semplicemente PowerBook, è stata introdotta nel febbraio 2000.
 Esternamente la forma era identica alla precedente serie ma all'interno vennero apportate molte migliorie e modifiche.
 La scheda madre venne unificata e il controller SCSI venne sostituito con un controller IDE.
 Per garantire espandibilità al computer venne introdotta la FireWire.
 Questa serie fu inoltre la prima a disporre dell'alloggiamento per le schede AirPort, disponibili come opzione.